# Liste der Kulturdenkmäler in Konken
In der Liste der Kulturdenkmäler in Konken sind alle Kulturdenkmäler der rheinland-pfälzischen Ortsgemeinde Konken aufgeführt. Grundlage ist die Denkmalliste des Landes Rheinland-Pfalz (Stand: 6. September 2022).

## Einzeldenkmäler
| Bezeichnung                 | Lage                                  | Baujahr                            | Beschreibung | Bild                           |
| --------------------------- | ------------------------------------- | ---------------------------------- | --- | ------------------------------ |
| Kriegerdenkmal              | Friedhofstraße, auf dem Friedhof Lage | 1921                               | Kriegerdenkmal 1914/18, bezeichnet 1921, von Emil und Eugen Reis, Kusel | Fotos hochladen                |
| Quereinhaus                 | Hauptstraße 12 Lage                   | 1909                               | stattliches Quereinhaus mit separatem Wirtschaftsgebäude, 1909; ortsbildprägend | Fotos hochladen                |
| Protestantische Pfarrkirche | Hauptstraße 20 Lage                   | 1771                               | romanischer ehemaliger Chorflankenturm, die drei oberen Geschosse jünger; Saalbau auf Quadersockel, bezeichnet 1771, Architekt Kirchenschaffner Koch, Kusel; mit Ausstattung, Stumm-Orgel von 1889; Reste der Kirchhofmauer | weitere Bilder Fotos hochladen |
| Hofanlage                   | Hauptstraße 33 Lage                   | 1910                               | stattlicher Dreiseithof, 1910, Architekt Christoph Berndt, Kusel; sandsteingegliederter Krüppelwalmdachbau; rückwärtig Ökonomien                                                                                            | Fotos hochladen                |
| Quereinhaus                 | Kirchenstraße 5 Lage                  | zweite Hälfte des 19. Jahrhunderts | stattliches Quereinhaus, wohl aus der zweiten Hälfte des 19. Jahrhunderts, Erweiterung 1908; straßenbildprägend | Fotos hochladen                |
| Quereinhaus                 | Selchenbacher Straße 2 Lage           | 18. Jahrhundert                    | sandsteingegliedertes Quereinhaus, im Kern wohl aus dem 18. Jahrhundert, Erneuerung 1892; ortsbildprägend | Fotos hochladen                |